# Klaus Hagemann
Pour les articles homonymes, voir Hagemann.
Klaus Hagemann (né le 31 décembre 1947 à Wölkau, Arrondissement de Mersebourg, en Saxe-Anhalt - ) est un homme politique allemand.

## Biographie
Député social-démocrate (SPD) au Bundestag depuis 1994, il y représente la circonscription de Worms-Alzey-Oppenheim, (Rhénanie-Palatinat). 
Entre 1987 et 1994, il a été maire de la commune d'Osthofen.